# Cheilotheca sleumerana
Cheilotheca sleumerana là một loài thực vật có hoa trong họ Thạch nam. Loài này được H.Keng mô tả khoa học đầu tiên năm 1974.